# Elisabeth Déglise
Elisabeth Déglise (* 20. Dezember 1931 in Freiburg; † 11. April 1999 in Villarsel-sur-Marly; heimatberechtigt in Châtel-Saint-Denis und Villarsel-sur-Marly) war eine Schweizer Politikerin (CVP). Sie wurde 1986 als erste Frau Präsidentin des Freiburger Grossrats.

## Leben
Elisabeth Déglise war die Tochter des Grossrats Henri Gendre (KVP/KCV, 1900–1981) und der Emérite geborene Perler. Nach dem Bakkalaureat an der Höheren Handelsschule in Freiburg war sie von 1951 bis 1956 als Arztgehilfin und seit 1963 im sozialen Bereich tätig. Sie heiratete den Chefbuchhalter Jean-Marie Déglise.
Déglise baute 1964 den Dienst der Familienhilfe des ländlichen Saane- und Oberen Seebezirks Service d'aide familiale de Sarine-Compagne et de Haut-Lac auf. Von 1978 bis 1993 stand sie dem Freiburger Verband der Familienhilfedienste vor (Fédération fribourgeoise des services d'aide familiale). Um 1980 war sie Mitglied im Komitee von Pro Senectute.
Déglise wurde 1971 für die Christlichdemokratische Volkspartei in den Freiburger Grossrat und 1986 zur ersten Präsidentin des Grossrats gewählt. Anschliessend wirkte sie von 1987 bis 1991 als Freiburger Nationalrätin und von 1992 bis 1996 als Gemeindepräsidentin von Villarsel. In den Parlamenten trat Déglise mit politischen Vorstössen zu sozialen Fragen und zur Familienhilfe hervor. Zuletzt wurde sie 1994 Ersatzrichterin des Bezirksgerichts Saane.